# Mitsunari Musaka
Mitsunari Musaka (六平 光成?, Musaka Mitsunari; Tokyo, 16 gennaio 1991) è un ex calciatore giapponese, di ruolo centrocampista.

## Palmarès

### Nazionale
- Universiadi:   1

Shenzen 2011